# 長谷川摂子
長谷川 摂子（はせがわ せつこ、1944年2月8日 - 2011年10月18日）は、日本の児童文学者・作家。
島根県平田市（現出雲市）出身。東京外国語大学卒業。東京大学大学院哲学科中退。夫は哲学者の長谷川宏。

## 略歴
島根県平田市（現・出雲市）出身。東京外国語大学外国語学部フランス語学科卒業。東京大学大学院人文科学研究科哲学専門課程中退。保育士として働き、長谷川宏と結婚し学習塾を運営するようになる。それら経験を基に、絵本論や昔話（ももたろう等）の再検証を行う作家活動を行った。1999年、『きつねにょうぼう』（再話）で第4回日本絵本賞大賞、2004年、『人形の旅立ち』で第19回坪田譲治文学賞、第14回椋鳩十児童文学賞、第34回赤い鳥文学賞を受賞した。
2011年10月18日、骨髄線維症のため東京都港区の病院で死去。67歳没。

## 作品
- みず  福音館書店 1987.8 (かがくのとも傑作集)
- 子どもたちと絵本 福音館書店 1988.6
- めっきらもっきらどおんどん 福音館書店 1990.3 (<こどものとも>傑作集)
- ふしぎなやどや 福音館書店 1990.6 (日本傑作絵本シリーズ)
- きょだいなきょだいな 福音館書店 1994.8 (<こどものとも>傑作集)
- おっきょちゃんとかっぱ 福音館書店 1997.8 (<こどものとも>傑作集)
- しあわせのヒント 長谷川宏共著 河出書房新社 1997.8
- かささしてあげるね 福音館書店 1998.4 (0.1.2.えほん)
- うーらうららはるまつり くさばなおみせやさんごっこ 福音館書店 2000.3 (かがくのとも傑作集)
- 人形の旅立ち 福音館書店 2003.6(福音館創作童話)
- くっくくっく 福音館書店 2005.5 (0.1.2.えほん)
- きこえるきこえるえのおとえのこえ 福音館書店 2005.6 (びじゅつのゆうえんち)
- たあんきぽおんきたんころりん たんたんたのしいうたづくし 福音館書店 2006.1 (こどものともセレクション)
- おでかけばいばい 福音館書店 2006.10 (福音館あかちゃんの絵本)
- めんめんばあ 福音館書店 2006.10 (福音館あかちゃんの絵本)
- くらいくらい 福音館書店 2006.10 (福音館あかちゃんの絵本)
- ぼうしころころ 福音館書店 2008.4 (つみきのえほん ; 1)
- あかくんとまっかちゃん 福音館書店 2008.4 (つみきのえほん)
- クリスマスのふしぎなはこ 福音館書店 2008.10 (幼児絵本シリーズ)
- とんぼの目玉 言の葉紀行 未來社 2008.10
- このへやあけて ポプラ社 2008.11 (絵本・いつでもいっしょ)
- うみやまがっせん 上沢謙二原案 福音館書店 2009.2 (こどものともコレクション)
- さくら 福音館書店 2010.2 (かがくのとも絵本)
- 絵本が目をさますとき 福音館書店 2010.3
- まほうのコップ 福音館書店 2012.9(幼児絵本ふしぎなたね)
- おじょらぽん 福音館書店 2016.1 (0.1.2.えほん)